# KUKU$
KUKU$  je hrvatska trap skupina iz Zagreba, osnovana 2013. godine, a čini ju trio Hiljson Mandela, Goca R.I.P. i Iso Miki.

## Povijest
Sastav su u Zagrebu sredinom 2013. godine osnovali Mislav Kljenak (Iso Miki), Ivan Hilje (Hiljson Mandela), Ivan Godina (Goca R.I.P.), kao i tri bivša člana grupe Đikola, Rimobacač Marko (RMB) i Đenjđilja (Đ). Sredinom 2015. godine samostalno su objavili mixtape O kuku$ima se ne raspravlja, koji sadrži devet pjesama. Na mixtapeu gostuju reperi Žugi i Hladni iz skupine High5, Doktor Bolest iz skupine 40industry, i Oreb iz Kiše metaka.
Tijekom 2017. godine objavili su četiri singla, s kojima su najavili prvi studijski album – Frend, Šnitanje, Šinteri i Magic Johnsson. Početkom 2018. godine izlazi debitantski album naziva Anđeli i bomboni. Na albumu gostuju reperi Target, Shin Tu i Hladni.
Početkom 2019. godine objavljuju drugi studijski album naziva Glupi tejp. Na albumu gostuju reperi Fox, Surreal i Donplaya.
Sredinom 2023. godine objavili su treći studijski album X.
Smatraju se jednim od prvih hrvatskih trap skupina.

## Nagrade i nominacije
U 2021. na 68. Zagrebačkom festivalu, KUKU$ su osvojili treće mjesto sa pjesmom "Nema pravila".

## Članovi
- Hiljson Mandela – repanje, glazba
- Goca Rip – repanje, glazba
- Iso Miki – repanje, glazba

## Diskografija
Studijski albumi
- Anđeli i bomboni (2018.)
- Glupi tejp (2019.)
- X (2023.)

EP-ovi
- Flexikon (2014)
- BMK — BogateMladeKmice (2015.)
- O kuku$ima se ne raspravlja (2015.)
- GameChanger (2015.)
- Drugo koljeno (2016.)
- Triestri — Gram Turizlo (2017.)

Singlovi
- Hawaii (2018.)
- Čujemo se poslije (2019.)
- Slav Life (2020.)
- Moj diler (2020.)
- Nema Pravila (2021.)
- Sve Ili Ništa (2021.)
- ON / OFF (2021.)
- Najjači će ostat (2021.)
- POBJEDA — Studio Šećer Live (2022.)
- Visoki Start (2023.)
- Bam Bam Bira ft. Baby Lasagna (2025.)